# Ein Zirkus für Sarah
Ein Zirkus für Sarah, Originaltitel: Cirkus Ildebrand ist ein dänischer Familienfilm aus dem Jahr 1995 des Regisseurs Claus Bjerre, das Drehbuch schrieb Hans Henrik Koltze.

## Handlung
Das elfjährige Mädchen Sarah hat den großen Traum, in einem Zirkus als Clown aufzutreten. Mit zwei ihrer Freunde, Morten und Maria, will sie diesen Wunsch in die Realität umsetzen und übt dazu auf einem verlassenen Grundstück, das früher einmal von der örtlichen Feuerwehr genutzt wurde. In dem darauf befindlichen Gebäude haust aber noch eine unheimliche und exzentrische Frau mit Namen Mirabella, die sich jedoch zu den Kindern als freundlich erweist und deren Pläne dazu unterstützt, auf ihrem Anwesen einen eigenen Zirkus zu gründen. Neues Ungemach entwickelt sich, als bekannt wird, dass örtliche Immobilienspekulanten das Grundstück an sich reißen und mit einem modernen Büro- und Geschäftshaus bebauen wollen. Die Bewohnerin Mirabella besitzt glücklicherweise ein Schreiben des Königs, das ihr das Recht auf das Grundstück überlässt. Die Immobilienspekulanten, die davon erfahren, geben jedoch nicht so schnell auf. Sie versuchen Mirabella und den Kindern das Schreiben abzuluchsen sowie zu stehlen. Die örtliche Baubehörde, die den Zirkusleuten auf den Hals gehetzt wird, will das desolate Gebäude ebenfalls beseitigen lassen. Die Kinder, die mittlerweile auf dem Gelände ihren Zirkus etabliert haben, ziehen gemeinsam mit Mirabella alle Register, um ihre Gegner auszutricksen. Alle Schwierigkeiten und Probleme schaffen sie zusammen auszuräumen, um ihren Zirkus zu retten und letztendlich erhalten zu können.

## Kritiken
„Alles darf Kino für Knirpse sein, nur nicht langweilig. Genau das aber ist diese vorhersehbare, einfallslose Kinderstunde über die Abenteuer dreier befreundeter Rangen.“